# Hundred (divisão administrativa)
Hundred é uma divisão geográfica anteriormente utilizada na Inglaterra, País de Gales, Dinamarca, Austrália, algumas partes dos Estados Unidos, Alemanha, Suécia, Finlândia e Noruega, que historicamente foi usada para dividir uma maior região em pequenas divisões administrativas. Nomes alternativos incluem wapentake, herred (dinamarquês, norueguês), härad (sueco) e kihlakunta (em finlandês).
O nome é derivado do número cem, e em algumas áreas, poderá, uma vez que se referiram a uma centena de homens em armas.

## Hundredsno mundo

### Inglaterra e Gales
Na Inglaterra e no País de Gales o hundred foi a principal subdivisão de um condado. Durante os primeiros reinos saxões sua função era a de manter cerca de cem soldados, com um hundred-man à frente. Posteriormente, com a especialização das forças armadas, as funções militares do hundred se perderam e converteram-se em uma subdivisão administrativa e judicial. Suas diversas funções permaneceram até o século XIX, quando começaram a ser transferidas para novas instituições baseadas no condado ou município.
Apesar de não ter nenhum papel neste momento, os hundreds não foram formalmente abolidos.

### Escandinávia

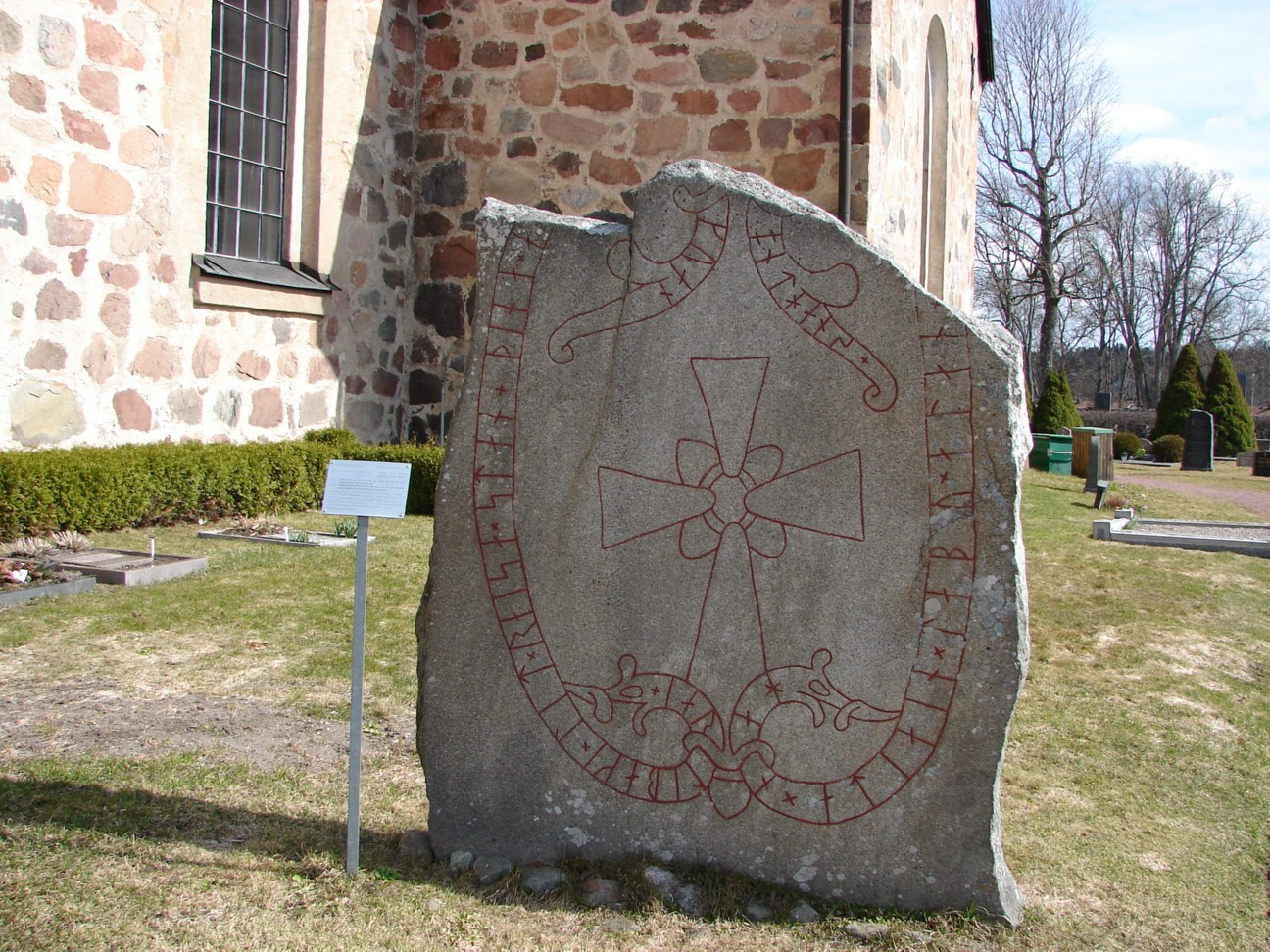
A pedra rúnica da Vallentuna kyrka, do século XI, onde está gravada a palavra hundare

O hundare foi introduzido na Svealand, no centro da Suécia, e nas regiões da atual Finlândia de população sueca. Nas regiões a sul e oeste dessa área, assim como na Gotalândia, Noruega e Dinamarca, o termo usado era härad ( PRONÚNCIA). Posteriormente, com a Lei Nacional de Magno IV em 1350, os hundare passaram a ser designados por härad ou herred, de tamanho e organização similares. Em tempo de guerra, um hundare mobilizava 100 guerreiros, ou 8 tripulações de navio. Cada hundare albergava um tribunal (ting). A palavra aparece na pedra rúnica de Jarlabanke (u212), junto à igreja de Vallentuna.